# Kamol Hudzsandi
Kamol Hudzsandi (tádzsik írással: Камоли Хуҷандӣ, perzsa írással: کمال خجندی; Hudzsand, 1321 – Tebriz, 1391–1400 között) középkori tádzsik költő.
Eredeti neve Kamol ad-din ibn Maszud. A Hudzsandi felvett név, mely szülővárosából ered (jelentése: hudzsandi). Szamarkandban és Taskentben tanult. Élete nagy részét Tebrizben töltötte, ott is halt meg, sírja is ott található. Műveit perzsa nyelven írta. A gazal műfaj egyik jelentős művelője volt. Műveiben a szúfizmus jelenik meg.
1385-ben, amikor Toktamis a Kaukázus és Irán nyugati része ellen folytatott hadjárata során bevette Tebrizt is, Hudzsandi (további 90 ezer fogoly mellett) mongol fogságba került. Az Arany Horda fővárosába, Szarajba hurcolták, ahol négy évet töltött.
Életművét 14 ezer párversre becsülik, melyből mintegy nyolcezer maradt fenn kéziratos formában. Utóbbiak legértékesebbjeit Bakuban, Taskentben, Dusanbében és Szentpéterváron őrzik.
Terbizben, nagy szegénységben hunyt el. Szülővárosában, Hudzsandban 1996-ban szobrot emeltek neki.